# Saracuruna

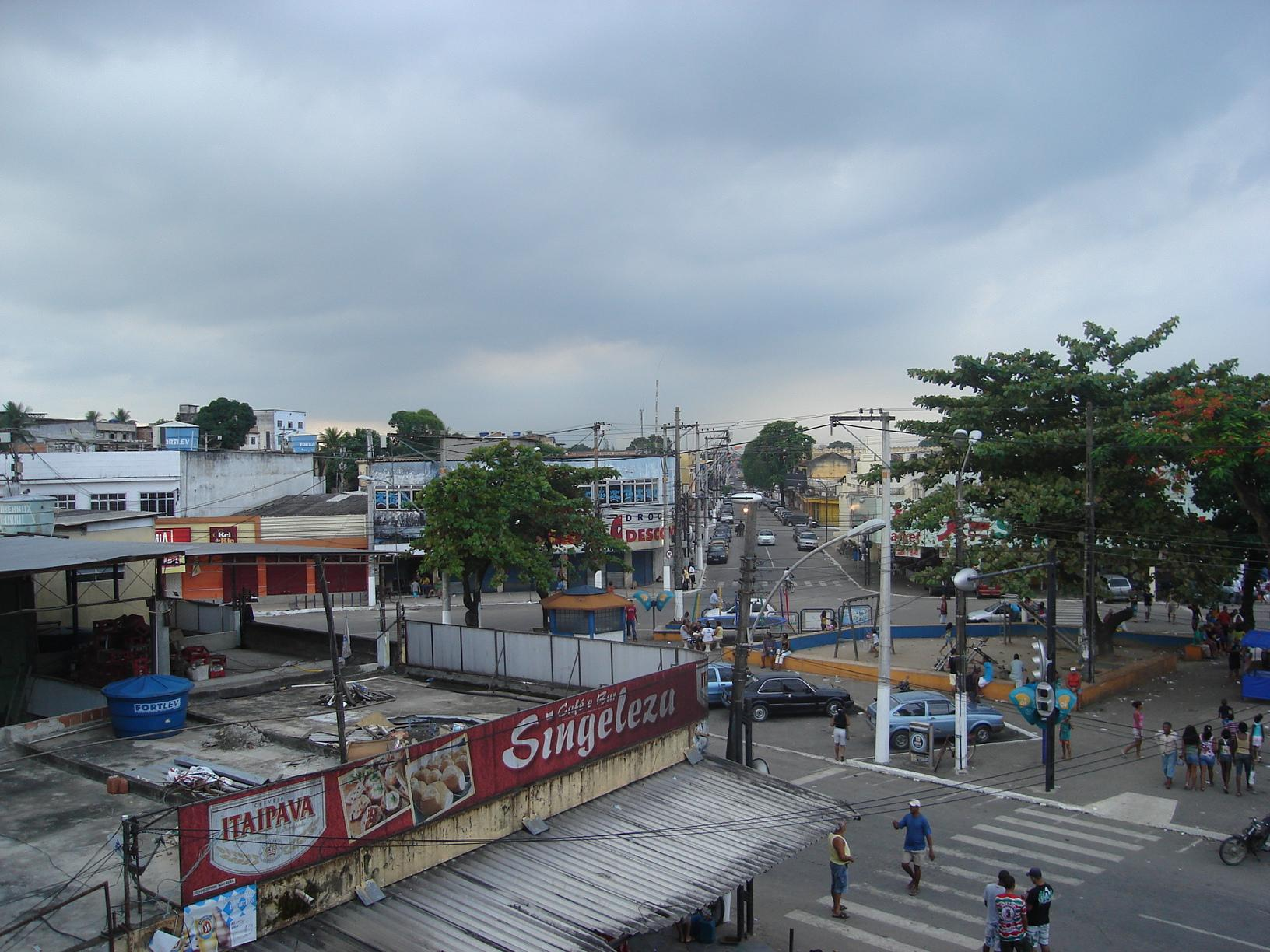
Ruas do bairro.

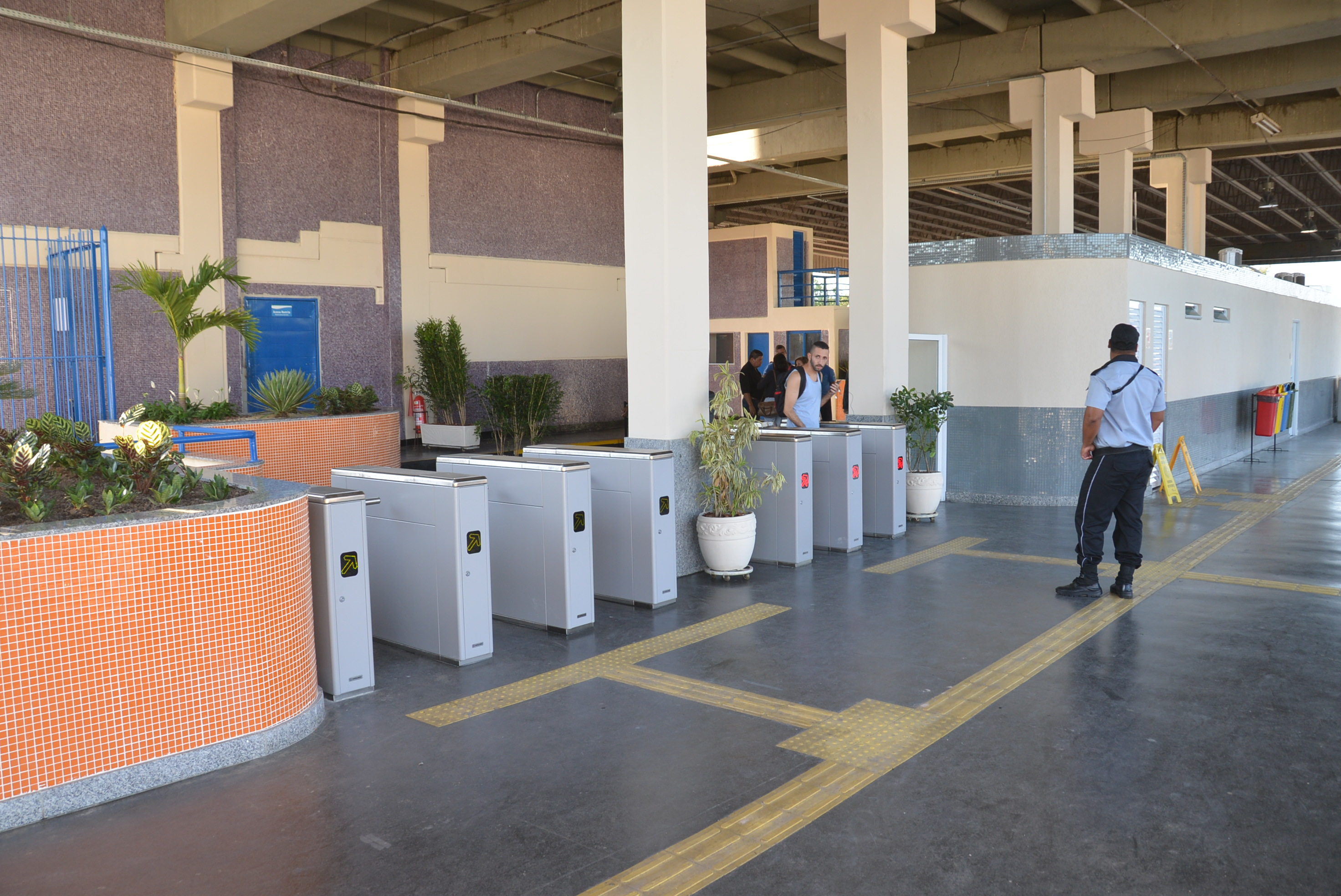
Estação de trem de Saracuruna.

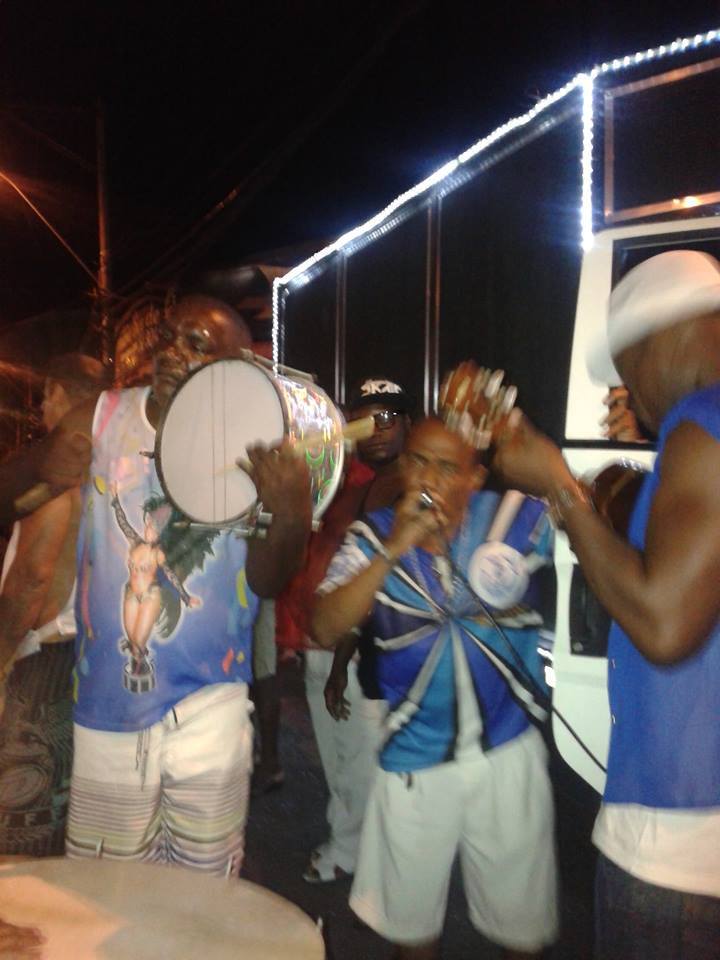
Tradicional bloco das piranhas, que anima as ruas do bairro no carnaval.

Saracuruna é um bairro do município de Duque de Caxias, na Baixada Fluminense, estado do Rio de Janeiro, Brasil.

## Topônimo
"Saracuruna" é um termo de origem tupi que significa "saracura preta", através da junção dos termos sara'kura (saracura) e una (preto).O bairro começou a ser ocupado por volta de 1947 quando os irmãos Jayme e Joseph Fichman, compraram a Fazenda Rosário (que havia tido enormes plantações de laranjas) de Francisco Vieira Neto e passaram a vender lotes. Porém já existia no local uma estação de trem,que foi fundada em 24 de abril de 1888.
Em Saracuruna existe uma Antiga Capela de Nossa Senhora do Rosário, esta construção é da data de 1730.

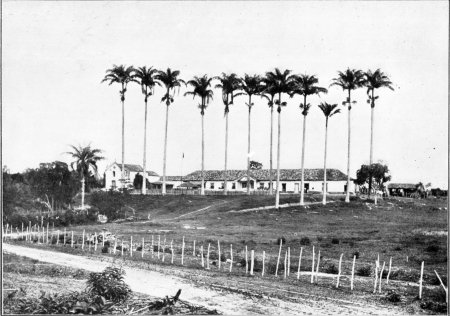
Foto do casarão da fazenda Rosário.

## Características
É o segundo bairro mais populoso da cidade de Duque de Caxias, com aproximadamente 60.000 habitantes (estimativa de 2014). A área do bairro é de 7,416 km²
Abriga a última estação de trem do ramal do mesmo nome, além de iniciar os ramais Vila Inhomirim e Guapimirim, da própria SuperVia. Saracuruna tem acesso pela Rodovia BR116/RJ (Rio-Teresópolis) .
Também possui um clube poliesportivo: o Social Clube Rosário, o segundo maior clube da Baixada Fluminense, que é palco de grandes eventos do bairro.
Saracuruna possuia uma moeda própria, o saracura, e um banco comunitário, o Banco Comunitário de Saracuruna. Ambos foram criados com o intuito de estimular que a população do bairro gaste seu dinheiro no próprio bairro, estimulando a economia local. Possui agências dos dois principais bancos brasileiros: o banco Bradesco e o Itaú.

## Educação

### CIEP`s
- 228 Darcy Vargas.
- 229 Cândido Portinari.
- Municipalizado 318 - Paulo Mendes Campos.
- 035 Marechal Henrique Teixeira (que fica na divisa com Jardim Primavera).

### Escolas Estaduais
- Professora Vera Lucia Tavares Romão.
- Professora Sarah Faria Braz.
- Alexander Graham Bell.

### Escolas Municipais
- Governador Mario Covas Junior.
- Pedro Rodrigues do Carmo.
- Zilda Arns Neumann.
- Jayme Fichman.
- Marcílio Dias.

### Unidade Faetec
- CVT Saracuruna.

### Creche Municipal
- Vereador José Carlos Theodoro.

### Colégios Particulares
- Associação Cultural Educacional Pedro Ernesto (ACEPE)
- Centro Educacional Independência.
- Centro Educacional Souza Perez.
- Centro Educacional Jomir
- Colégio Gama.
- Sociedade de Ensino Anjos Silva

## Cultura e lazer
A biblioteca Solano Trindade fica no sub-bairro do Jardim Líder (Cangulo). No carnaval, o tradicional Bloco das Piranhas, desfila pelas ruas do bairro,no domingo e terça. Ao longo do bairro existem 14 campos de futebol com grama natural com dimensões para prática tradicional do esporte (11 jogadores de cada lado). Sendo talvez o maior campeonato de bairro do Brasil. O Campeonato de futebol Amador de Saracuruna (competição onde as equipes pertencem ao mesmo bairro).
Clubes
- Esporte Clube Único
- Euro Clube  (na divisa com Jardim Primavera).
- Social Clube Rosário.

Praças
- Praça Central

- Pracinha da Assembléia.
- Praça do Cangulo.
- Praça do Parque no Parque Independência.
- Praça do Rosário.
- Praça São José ou Praça do Conjunto no Parque Adelaide.
- Praça Venerales ou Pracinha da Vila.
- Praça Vieira Neto (a primeira e principal praça do bairro).

## Geografia
O bairro é em parte uma depressão e planície fluvio-lacustre e foi urbanizado em cima de um mangue degradado. E como está a apenas 3 metros em média acima do nível do mar, existe áreas inundáveis.
Aos limites sudeste do bairro, às margens do rio Saracuruna, se encontra uma grande área de manguezais da Mata Atlântica.
O canal Farias corta o bairro e tem 6120 metros de extensão.
O ponto mais alto do bairro se encontra no jardim Líder (Cangulo) com 27 metros.
A média de temperatura anual do bairro é de 26,5°C. O sub-bairro mais frio é o Jardim Líder, na localidade do Cangulo, devido a proximidade com a Baía de Guanabara, registrando mínimas de 14°C, já o sub-bairro que mais faz calor é o Jardim Santa Rita, na localidade do Buraco Quente, devido às colinas que atrapalham as correntes de vento, registrando máximas de 43°C. 